# Markus Olimstad
Markus Olimstad (16 januari 1994) is een Noorse snowboarder.

## Carrière
Bij zijn wereldbekerdebuut, in februari 2016 in Pyeongchang, scoorde Olimstad direct wereldbekerpunten. In december 2016 behaalde de Noor in Copper Mountain zijn eerste toptienklassering in een wereldbekerwedstrijd. Op 26 januari 2019 boekte hij in Seiser Alm zijn eerste wereldbekerzege.

## Resultaten

### Wereldbeker
Eindklasseringen
| Seizoen   | Algm | SBS | BA  |
| --------- | ---- | --- | --- |
| 2015/2016 | 89e  | 40e | -   |
| 2016/2017 | 58e  | -   | 22e |
| 2017/2018 | 20e  | 15e | 13e |

Wereldbekerzeges
| Datum           | Plaats     | Onderdeel  |
| --------------- | ---------- | ---------- |
| 26 januari 2019 | Seiser Alm | Slopestyle |